# Ann Soetaert
Anneke (Ann) Soetaert (7 november 1947) is een Belgische zangeres en muzikante. Zij woonde in de Kasteelstraat in Ruiselede. Haar Nederlandstalige plaatjes werden uitgebracht onder haar echte naam, Anneke Soetaert. Voor haar Engelstalige nummers, die bestemd waren voor de internationale markt, voerde ze de artiestennaam Ann Soetaert. Zij maakte ook platen onder de namen Ann Bradford en Ann Gogo . Tegenwoordig woont ze in Florida.  

## Leven en werk
In 1967 brak Anneke Soetaert door met (Ik heb gedroomd van) Rio de Janeiro, haar eerste lied in Canzonissima 1967, de Belgische preselectie voor het Eurovisiesongfestival. In de finale werd ze tweede na Louis Neefs, met Verlangen (muziek: Johan Stollz, tekst: Mary Boduin). In 1969 vertegenwoordigde ze België op het Malta Song Festival. Het jaar daarop verhuisde ze naar Florida met haar echtgenoot Scott Bradford, ex-organist bij de J.J. Band (de begeleidingsgroep van soulduo Jess & James). Met hem kreeg Soetaert twee dochters. Bradford en Soetaert zijn later gescheiden.
In 2010 bracht ze in eigen beheer op cd een verzamelalbum uit, met als titel Gisteren & Vandaag.

## Prijzen
- Ontdek de ster (1963, 1ste plaats met I'm gonna knock on your door)
- Canzonissima (1967, 2de plaats met Verlangen, niet in de finale: Rio de Janeiro en Snoepie)

## Discografie
(onvolledig)
- I'm gonna knock on your door (1963)
- Blue beat (1964)
- Denk er nog eens over na (1965)
- Dance the quiella (1965)
- Playboy (1965)
- Rio De Janeiro (1966)
- Ciao adieu bye bye (1967)
- Open je hart (1968)
- Met of zonder jou (1969)
- Pledging on fear / Already loving you (als Ann Bradford, 1969)
- Ay ay, mi linda muchacha (1965)
- Baby doll
- Blue beat
- Elke dag schijnt de zon
- Hello, my dear!
- Ik verlang naar jou
- Johnny Boy
- Kringetjes
- Those wedding bells
- Vergeven is vergeten (1969)
- Waar is de melodie
- Weet je weet je (1970)
- Gisteren & Vandaag (album, 2010)[1]
- Liefde vind ik een gril